# 扎巴拉 (舒姆西克區)
50°10′3″N 25°57′6″E / 50.16750°N 25.95167°E
扎巴拉（烏克蘭語：Забара），是烏克蘭的村落，位於該國西部捷爾諾波爾州，由克列梅涅茨區負責管轄，始建於1545年，面積0.9平方公里，2020年人口80，人口密度每平方公里136.7人。